# Natsue Seki
Natsue Seki (japanisch 関 ナツエ Seki Natsue; * 10. Juni 1966 in Mukawa) ist eine ehemalige japanische Eisschnellläuferin und Radsportlerin.

## Werdegang
Seki kam im Eisschnelllauf bei japanischen Meisterschaften jeweils zweimal auf den zweiten Platz sowie dritten Platz und wurde im Jahr 1984 japanische Juniorenmeisterin im Mini-Mehrkampf. Im selben Jahr startete sie bei den Juniorenweltmeisterschaften in Assen erstmals international, wobei sie den 19. Platz im Mini-Mehrkampf errang. In den folgenden Jahren lief sie bei der Mehrkampfweltmeisterschaft 1986 in Den Haag auf den 24. Platz im Kleinen Vierkampf und nahm an der Mehrkampfweltmeisterschaft 1987 in West Allis teil, wobei sie nach drei von vier Läufen im Kleinen Vierkampf disqualifiziert wurde. Zudem gewann sie bei den Winter-Asienspielen 1986 in Sapporo die Silbermedaille über 3000 m. In der Saison 1987/88 belegte sie bei der Mehrkampfweltmeisterschaft 1988 in Skien den 22. Platz im Kleinen Vierkampf und bei den Olympischen Winterspielen 1988 in Calgary jeweils den 19. Platz über 1500 m und 5000 m sowie den 18. Rang über 3000 m. Von der Saison 1989/90 bis zu ihrer letzten Saison 1991/92 nahm sie an acht Läufen im Eisschnelllauf-Weltcup teil und erreichte dabei im Februar 1990 in Lake Placid mit dem fünften Platz über 1500 m sowie 3000 m ihre beste Platzierung in dieser Rennserie. Außerdem errang sie in der Saison 1989/90 bei der Mehrkampfweltmeisterschaft 1990 in Calgary den 11. Platz im Kleinen Vierkampf und holte bei den Winter-Asienspielen 1990 in Sapporo erneut die Silbermedaille über 3000 m. Im Lauf über 1500 m wurde sie dort Fünfte.
Im Radsport wurde Seki im Jahr 1988 japanische Meisterin im Straßenrennen und fuhr bei den Olympischen Sommerspielen 1988 in Seoul auf den 50. Platz im Straßenrennen.

## Erfolge

### Olympische Spiele
- 1988 Calgary: 18. Platz 3000 m, 19. Platz 1500 m, 19. Platz 5000 m
- 1988 Seoul: 50. Platz Straßenrennen

### Mehrkampf-Weltmeisterschaften
- 1986 Den Haag: 24. Platz Kleiner Vierkampf
- 1987 West Allis: DSQ Kleiner Vierkampf
- 1988 Skien: 22. Platz Kleiner Vierkampf
- 1990 Calgary: 11. Platz Kleiner Vierkampf

### Winter-Asienspiele
- 1986 Sapporo: 2. Platz 3000 m
- 1990 Sapporo: 2. Platz 3000 m, 5. Platz 1500 m

## Persönliche Bestleistungen
| Disziplin | Zeit        | Datum            | Ort       |
| --------- | ----------- | ---------------- | --------- |
| 500 m     | 42,42 s     | 13. Januar 1990  | Shibukawa |
| 1000 m    | 1:25,90 min | 13. Januar 1990  | Shibukawa |
| 1500 m    | 2:07,89 min | 10. Februar 1990 | Calgary   |
| 3000 m    | 4:29,77 min | 13. Februar 1988 | Calgary   |
| 5000 m    | 7:41,52 min | 10. Februar 1990 | Calgary   |